# Kernavė
O Sítio Arqueológico de Kernavė, na Lituânia oriental, a aproximadamente 35 km a noroeste de Vilnius, representa um excepcional testemunho de cerca de 10 milênios de permanência humana nesta região. Situado no vale do Rio Neris, o sítio é um complexo conjunto de propriedades arqueológicas cercando a cidade de Kernavė, incluindo fortalezas, aldeias não fortificadas, sepulturas e outros monumentos arqueológicos que vão do Paleolítico recente até a Idade Média. O local preservou antigos vestígios agrícolas, além dos restos de cinco impressionantes fortalezas de colina, parte de um sistema de defesa excepcionalmente grande. Kernavė foi uma importante cidade feudal na Idade Média. Embora a cidade tenha sido destruída pela Ordem Teutônica em fins do século XIV, o local permaneceu em uso até os tempos modernos.

## Galeria

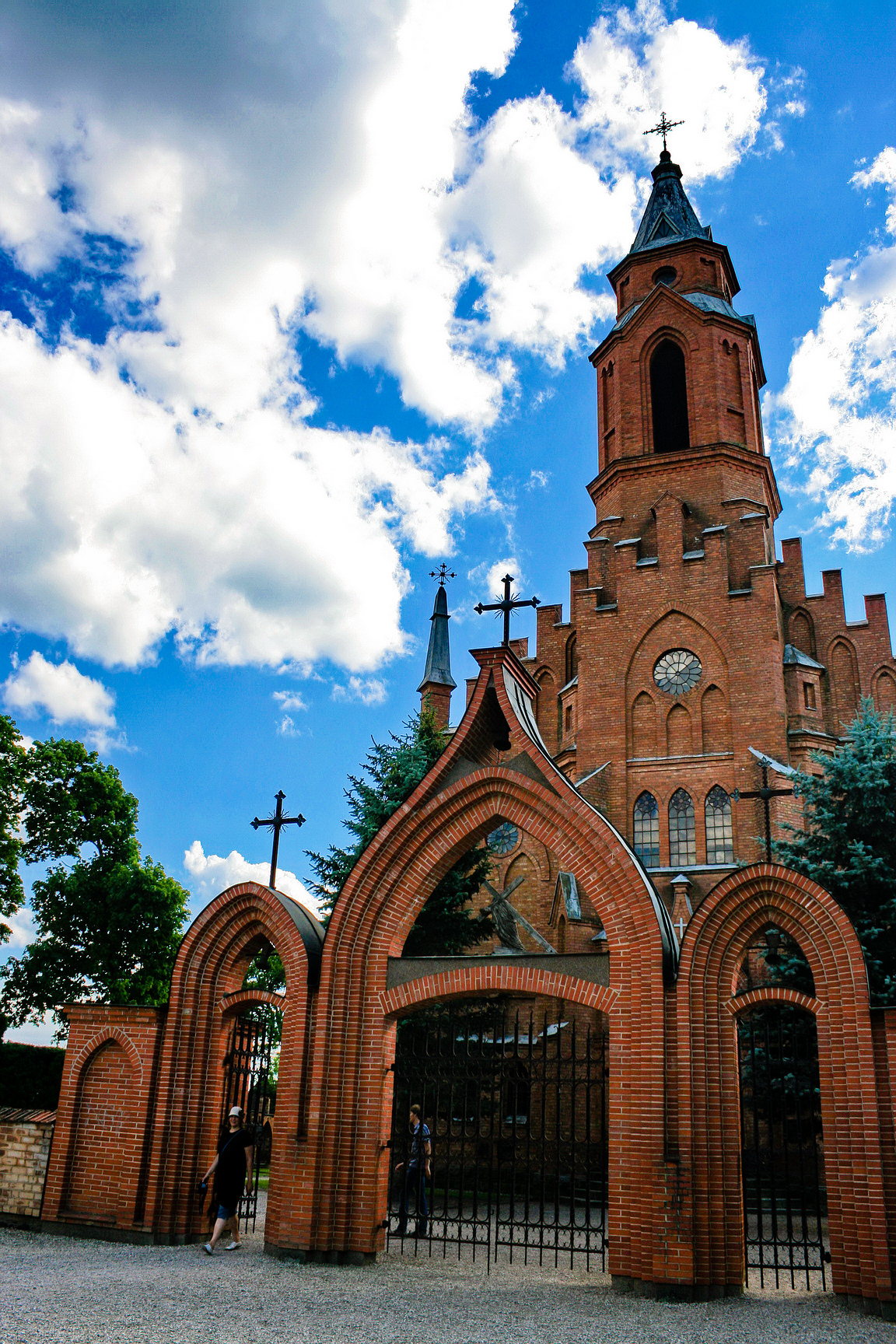
Igreja de Kernavė, de 1920
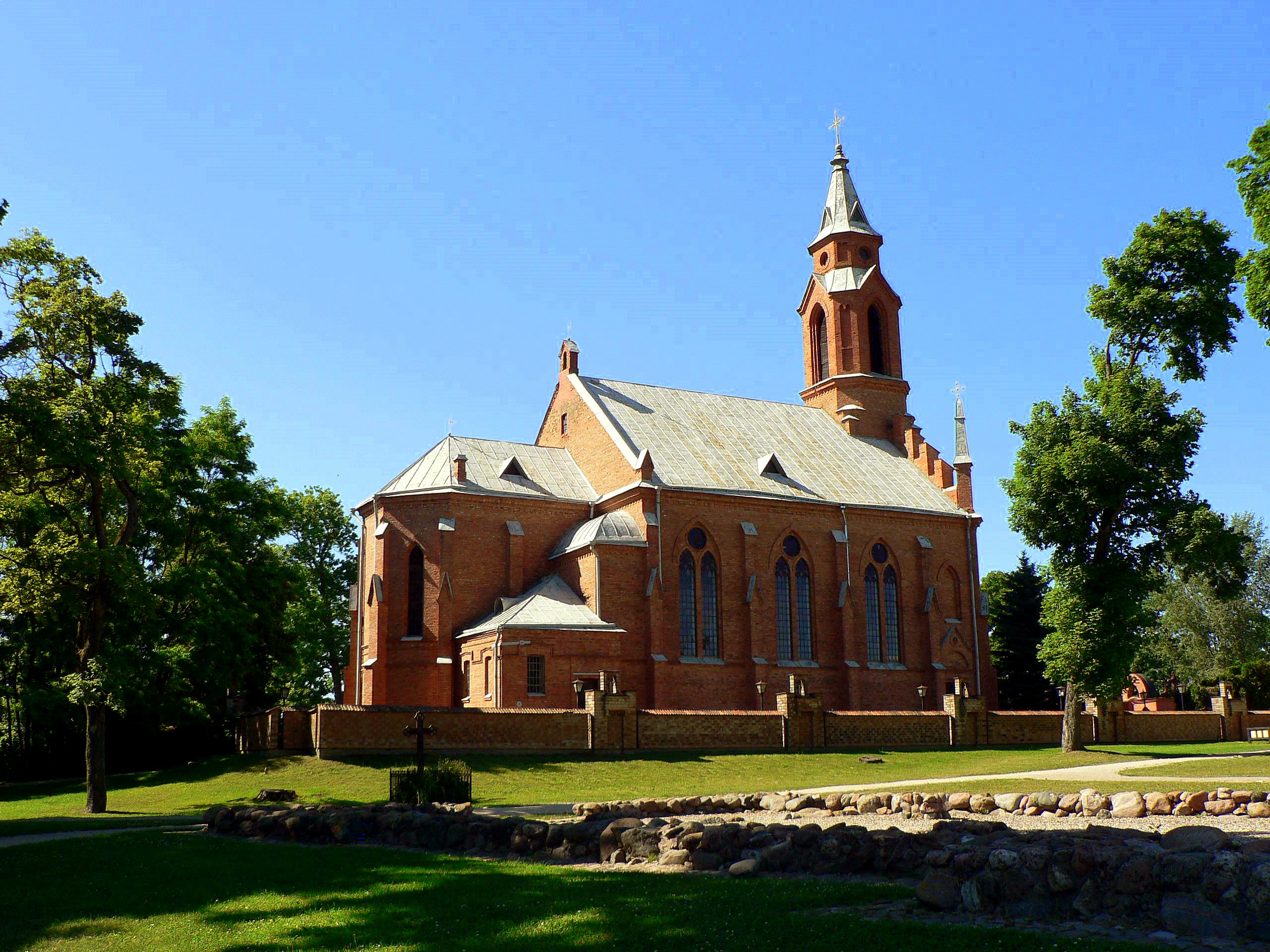
Nova e antiga igrejas
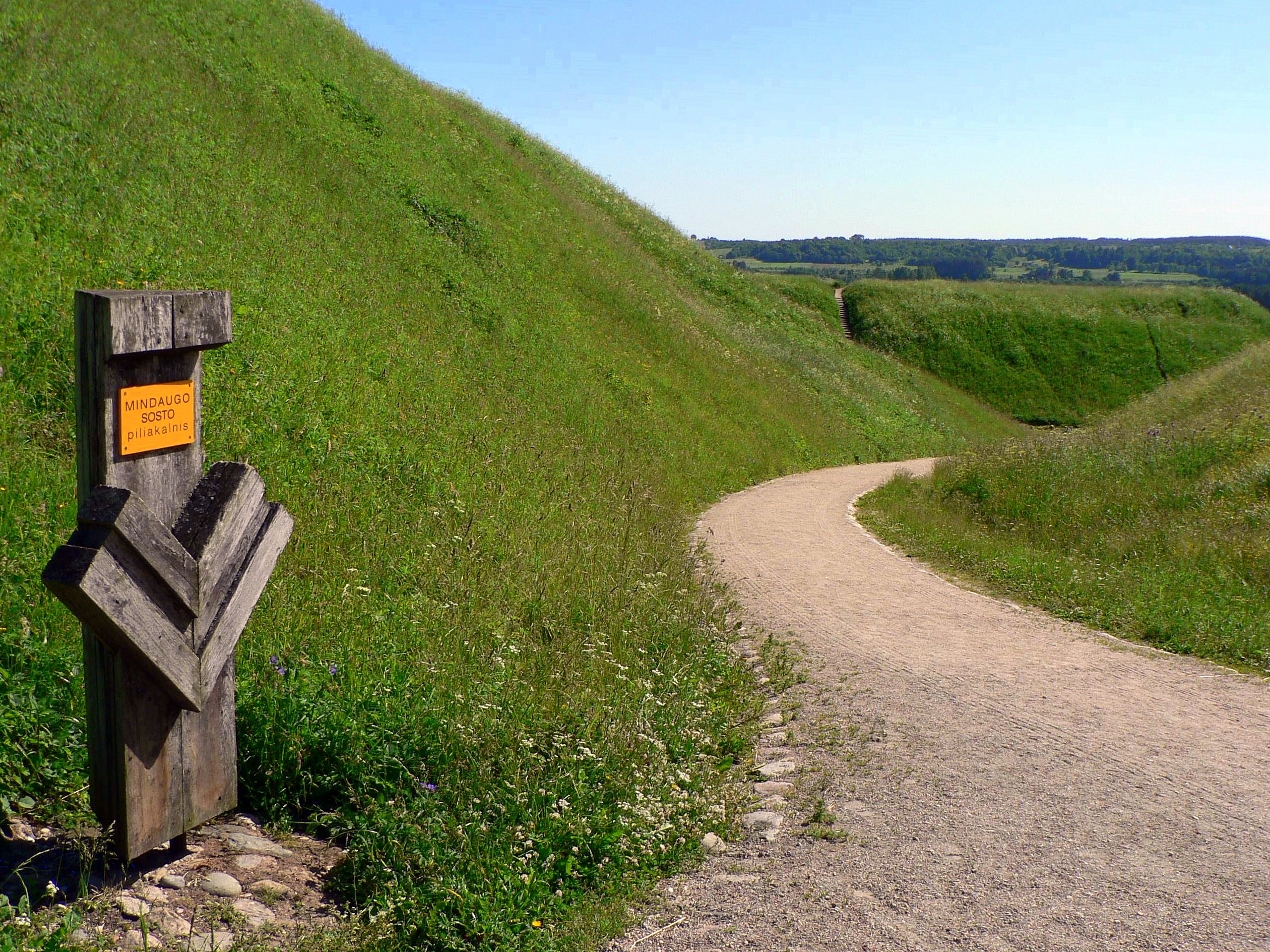
No sopé do trono de Mindaugas
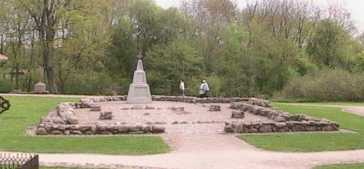
Fundações da antiga igreja